# 扎尔科夫斯基
扎尔科夫斯基（羅馬化：Zharkovskiy）是俄罗斯特维尔州的市级镇，为该州扎尔科夫斯基区行政中心及规模最大聚居地，也是该区唯一的一座市级镇。地处特维尔州西南部，位于西德维纳河流域梅扎河畔，在州府特维尔西南方，南距特维尔州与斯摩棱斯克州州界不远。附近城市有别雷、西德维纳、涅利多沃。
镇内设有同名铁路车站，位于莫斯科－里加线上。
该地2022年人口有2,733人；2010年人口4,014；2002年人口4,993；1989年人口6,491。